# Camillina mauryi
Camillina mauryi är en spindelart som beskrevs av Norman I. Platnick och Murphy 1987. Camillina mauryi ingår i släktet Camillina och familjen plattbuksspindlar. Inga underarter finns listade.